# Japonski pagar
Japonski pagar (znanstveno ime Pagrus major) je ribja vrsta iz družine šparov.
Ta ribja vrsta je kulinarično zelo cenjena na Japonskem, kjer jo imenujejo madai (真鯛, oz. »pravi tai«). Gre za drugo najpogostejšo gojeno vrsto morskih rib na Japonskem. Tradicionalno se ga tam postreže za Novo leto in na poročnih slavjih. V Koreji je vrsta poznana pod imenom domi (도미) ali chamdom (참돔; »pravi dom«). Z japonskim pagarjem v rokah se pogosto fotografirajo sumo borci.
Vrsta je razširjena v severozahodnem Pacifiku od severovzhodnega dela Južnokitajskega morja (razen voda Filipinov) do Japonske.